# Braids
| Braids (solitamente stilizzato in BRAIDS) sono una band art rock di Calgary, Alberta, attualmente residenti a Montréal, Quebec. I membri attuali sono Raphaelle Standtell-Preston, Austin Tuffs e Taylor Smith. La band (con i precedenti membri Katie Lee e Vince Man) si formò dall'incontro in giovane età degli stessi durante gli anni del liceo. Il loro album di debutto, Native Speaker, è stato pubblicato il 18 gennaio del 2011 in Canada e Stati Uniti, ottenendo recensioni positive. Il secondo lavoro, Fluorish//Perish è uscito il 20 agosto 2013, il terzo, Deep in the Iris è in vendita dal 28 aprile 2015, il 19 giugno 2020 hanno pubblicato il loro quarto disco, Shadow Offering.

## Formazione
- Raphaelle Standell-Preston (voce, chitarra, tastiere) - (2006–presente)
- Austin Tufts (batteria, voce) - (2006–presente)
- Taylor Smith (basso, chitarra) - (2006–presente)

Ex membri
- Katie Lee (tastiere, voce) - (2006-2012)
- Vince Mann (chitarra) - (2006-2007)

## Discografia
Album studio
- 2011 - Native Speaker
- 2013 - Flourish // Perish
- 2015 - Deep in the Iris
- 2020 - Shadow Offering
- 2023 - Euphoric Recall